# Sundown (Richard Marx)
Sundown è il nono album del cantante statunitense Richard Marx, pubblicato nel 2008.

## Tracce
1. "Have a Little Faith" (Marx) – 4:45
2. "The First Time Ever I Saw Your Face" (Ewan MacColl) – 4:30
3. "Suddenly" (Marx)  – 4:44
4. "To My Senses" (Marx) – 4:56
5. "Wild Horses" (Mick Jagger, Keith Richards) – 6:06
6. "Loved" (Marx) – 3:39
7. "Can't Stop Crying" (Marx) – 4:16
8. "And I Love Her" (John Lennon, Paul McCartney) – 3:34
9. "Always on Your Mind" (Marx, Matt Scannell) – 4:57
10. "In This All Alone" (Marx) – 3:26
11. "Everything I Want" (Marx) – 5:23
12. "Ordinary Love" (Sade Adu, Stuart Matthewman) – 7:08